# Limoniscus violaceus
Limoniscus violaceus är en skalbaggsart som först beskrevs av Müller 1821.  Limoniscus violaceus ingår i släktet Limoniscus, och familjen knäppare. IUCN kategoriserar arten globalt som starkt hotad. Arten har ej påträffats i Sverige.

## Bildgalleri

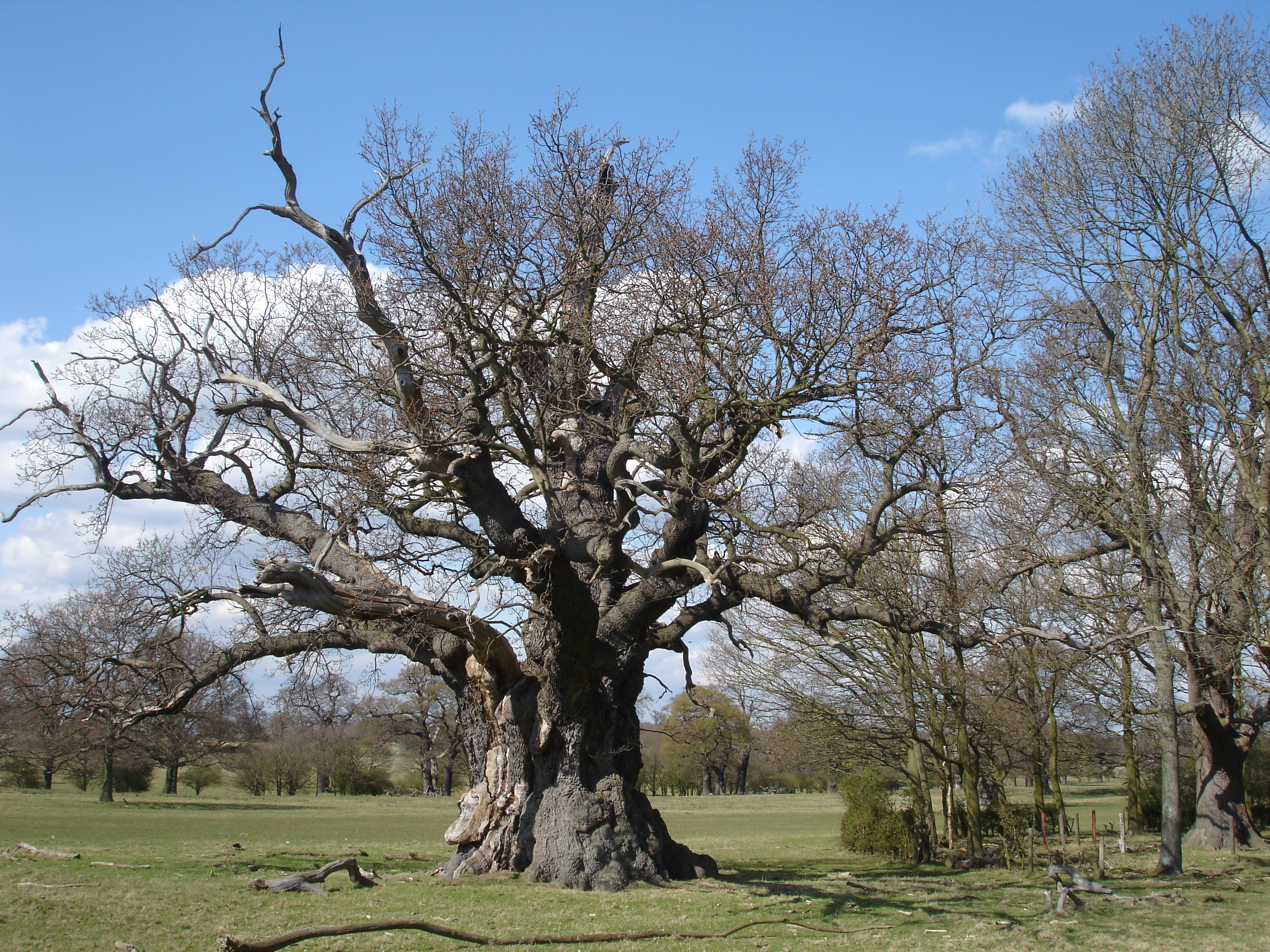
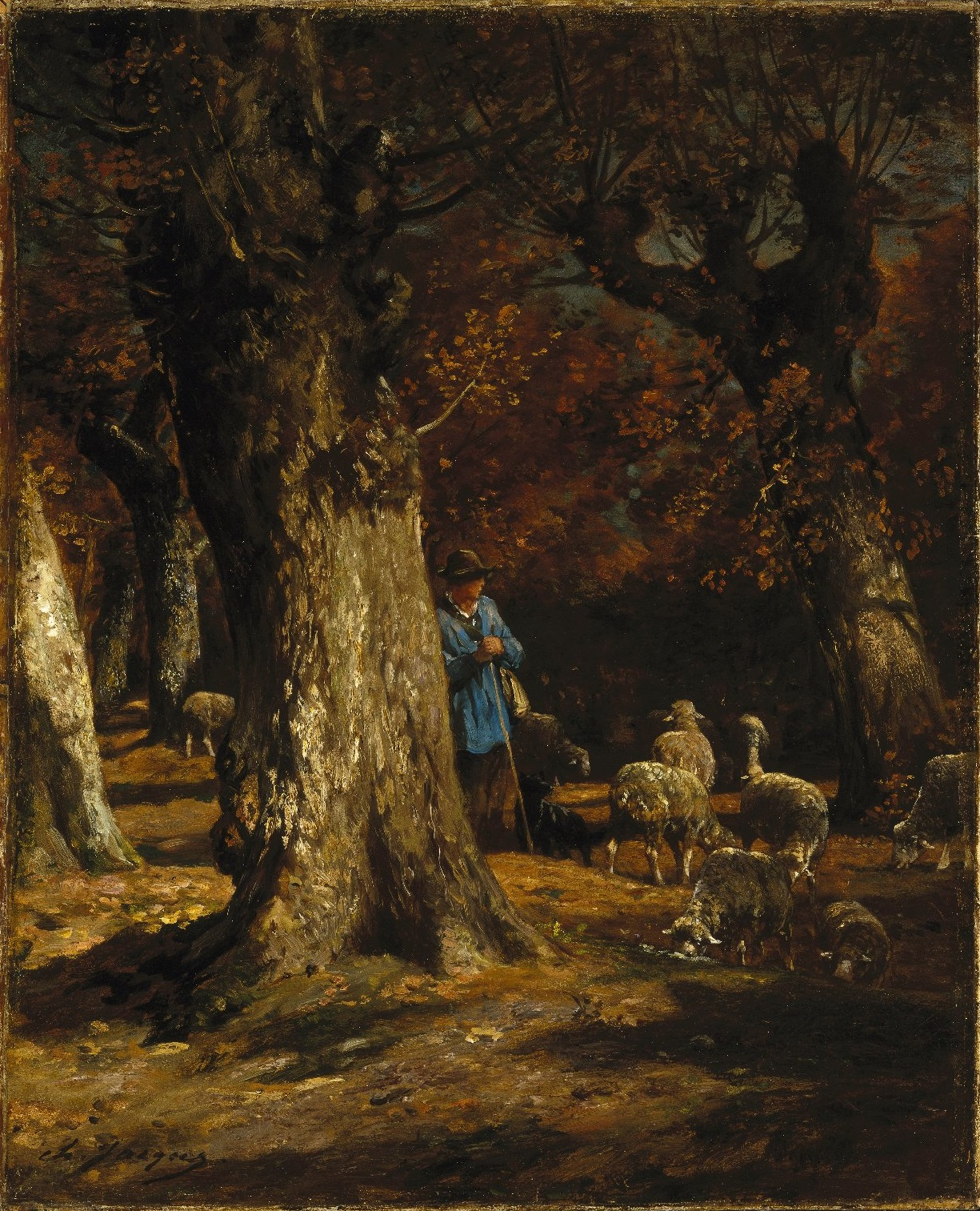